# آردانوچ
آردانوچ (به ترکی استانبولی: Ardanuç) یک منطقهٔ مسکونی در ترکیه است که در استان آرتوین واقع شده‌است. آردانوچ ۵۵۸ متر بالاتر از سطح دریا واقع شده‌است.